# 안창민
안창민(2001년 6월 28일 ~ )는 대한민국의 축구 선수로, 포지션은 센터백이다. 현재 김포 FC 소속이다.